# Kolonialdistrikt Jakobshavn

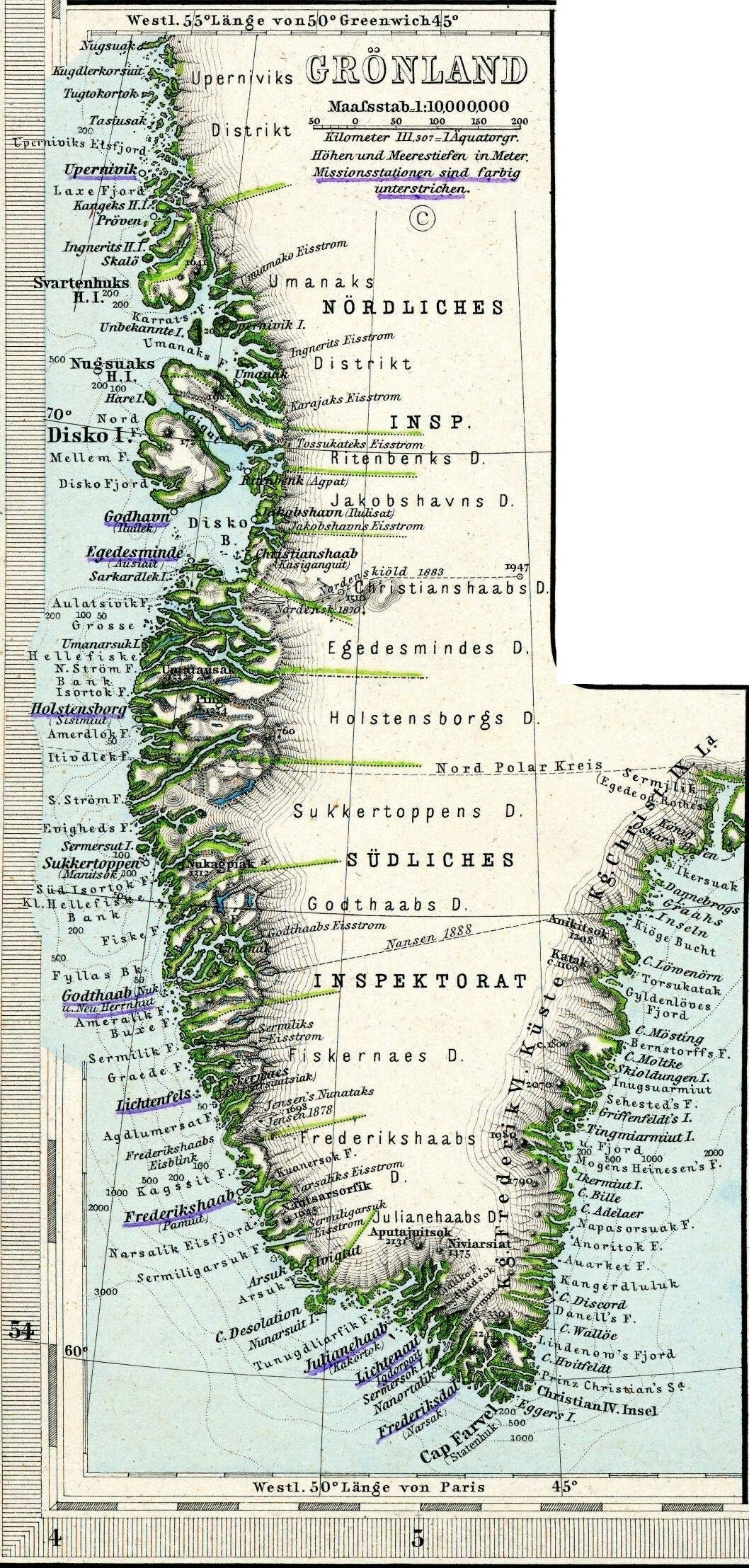
Ausschnitt aus einem Atlasblatt im Stielers Handatlas

Der Kolonialdistrikt Jakobshavn war ein Kolonialdistrikt in Grönland. Er bestand von 1745/81 bis 1950.

## Lage
Der Kolonialdistrikt Jakobshavn bestand aus mehreren Teilen. Im Norden bestand er aus dem Ostteil der Insel Alluttoq, die ansonsten zum Kolonialdistrikt Ritenbenk gehörte. Der größte Teil des Distrikts lag auf dem Festland an der Ostküste der Diskobucht, wo er bis zum Ilulissat-Eisfjord reichte. Südlich grenzte der Kolonialdistrikt Christianshaab an.

## Geschichte

### Bis zur Kolonialisierung
Der Distrikt war schon lange von Inuit bewohnt. Einer der ältesten Wohnplätze ist Sermermiut südlich von Ilulissat. Sermermiut war schon vor Tausenden Jahren bewohnt und noch 1737 fand Poul Egede dort 20 bewohnte Häuser vor, die größte Menschengruppe Grönlands zu dieser Zeit. Im Boden finden sich bis zu vier Meter dicke Schichten voll archäologischer Funde verschiedener Kulturen. Weitere alte Wohnplätze in der Gegend sind von Süden nach Norden Allorarfimmiut, Qaaqqat (Qaqqaaqqat), Saveerneq, Oqaatsut, Kangaarsuk, Niaqornaq, Qilersiut, Paakitsoq, Sissarissoq, Qitermiut, Saattut, Salliaruseq, Illuluarsuit, Arsivik und Illutalik.
Kurz vor der Kolonialzeit zogen Erzählungen zufolge viele Bewohner von Sermermiut aus über den Eisfjord, um an einem Wettkampf teilzunehmen. Auf dem Rückweg gerieten sie in einen Sturm und mussten unter Steinen Schutz suchen, wobei sie alle erfroren. Noch heute findet man ihre Überreste an dieser Stelle.

### Frühe Kolonialzeit
Vor der Kolonialzeit bereisten Holländer die Diskobucht und trieben Handel mit den Bewohnern. Lourens Feykes Haan beschrieb den Hafen von Ilulissat („Makelik Out“) und Oqaatsut („Roe Bay“). Bereits in den ersten Jahren dänischer Präsenz in der Diskobucht (also seit der Anlage der Kolonie Christianshaab 1734) versuchten die Dänen in dieser Hinsicht den Holländern den Rang abzulaufen. 1738 ließ Jacob Severin fremden Handel verbieten, was den Holländern nicht recht kam. Der Konflikt eskalierte 1739, als Mathias Andreas Fersleff vier holländische Handelsschiffe vor Ilulissat versenken ließ. Später kamen auch Engländer in die Gegend und erst Ende der 1770er Jahre zogen sich beide zurück.
1741 wurde auf Anraten von Hans Egede eine Missionsloge in Ilulissat errichtet, die den Namen Jakobshavn erhielt, benannt nach Jakob Severin. Sie wurde anfangs nur im Sommer betrieben, ab 1745 wurde im Winter eine Handelsloge aufgebaut. Dafür wurde ein Assistent mit Mannschaft angestellt, aber der Handel lief noch jahrelang hauptsächlich über Christianshaab. Da die Bewohner im Sommer meist wegzogen, stellte sich die Sommermission als Fehlgriff heraus. Erst 1751 wurde ein Missionshaus in der Loge gebaut und bald gab es größere Erfolge im Missionswesen. 1763 war die Zahl der Getauften schon dreistellig. Später begann der dänische Katechet Jacob Poulsen Møller sich als Prophet auszugeben, viele Getaufte fielen vom Glauben ab und die Mission geriet ins Stocken. Erst unter Jørgen Sverdrup verbesserte sich die Situation. Als er 1788 heimkehrte, waren fast alle im Kolonialdistrikt getauft. Die letzten Heiden wurden in den 1810er Jahren getauft.
Jakobshavn wurde erst 1781 eine Kolonie. Viele Jahre war sie der einzige Ort im Kolonialdistrikt, bevor Ende des 18. Jahrhunderts ein paar Wohnplätze weiter nördlich entstanden. Im frühen 19. Jahrhundert gab es Handelsplätze in Oqaatsut und Illuluarsuit. 1832 wurde mit Paakitsoq der erste offizielle Udsted gegründet.

### Neuere Geschichte
Der Kolonialdistrikt Jakobshavn wurde 1911 in die drei Gemeinden Jakobshavn, Rodebay und Atâ geteilt. Abgesehen von den Vororten von Ilulissat gehörte nur ein einziger Wohnplatz zum Distrikt.
Gemeinsam mit dem Kolonialdistrikt Ritenbenk und ab 1792 mit dem Kolonialdistrikt Christianshaab bildete der Kolonialdistrikt Jakobshavn ein von dort aus geleitetes Missionariat (mit Ausnahme von 1832 bis 1846). Die spätere Kirchengemeinde von Ilulissat war somit für die ganze Diskobuchtküste bis Ikamiut zuständig. Der Kolonialdistrikt Jakobshavn bestand dabei aus einem Oberkatechetendistrikt.
Der Arztdistrikt Jakobshavn war lange Zeit für ganz Nordgrönland zuständig. Erst 1905 wurden die Kolonialdistrikte nördlich von Nuussuaq ausgegliedert, 1916 auch der Arztdistrikt Egedesminde.
1942 wurde die Kolonie Ritenbenk zum Udsted degradiert und in den Kolonialdistrikt Jakobshavn eingegliedert. Bei der Verwaltungsreform 1950 wurde der Kolonialdistrikt wieder aufgespalten. Der Teil des ursprünglichen Kolonialdistrikts wurde zur Gemeinde Ilulissat, während Teile des früheren Kolonialdistrikts Ritenbenk als Gemeinde Vaigat mit Qullissat auf der Diskoinsel neugegründet wurde.

## Orte
Folgende Orte gehörten zum Kolonialdistrikt Jakobshavn:
- Arsivik
- Ataa
- Illuluarsuit
- Illumiut
- Ilulissat
- Kingittoq
- Oqaatsut
- Paakitsoq
- Pitoqqeq
- Qilersiut
- Sermermiut